# Fonts baptismaux de Rouillac (Côtes-d'Armor)

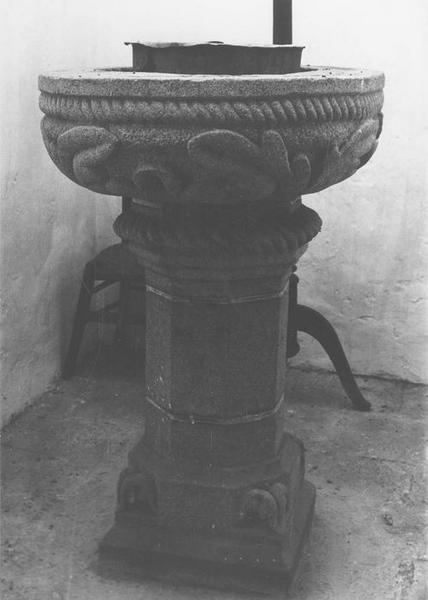
Fonts baptismaux de Rouillac

Les fonts baptismaux de l'église Saint-Sébastien à Rouillac, une commune du département des Côtes-d'Armor dans la région Bretagne en France, datent de 1829. Les fonts baptismaux en granite sont classés monuments historiques au titre d'objet depuis le 12 janvier 1971.
Les fonts baptismaux proviennent de l'ancienne église.  